# イーモン・ローラン
イーモン・ローラン（Eamonn Loughran、1970年6月5日 - ）は、イギリスの男性プロボクサー。北アイルランドバエリミーナ出身。 元WBO世界ウェルター級王者。

## 来歴
1987年12月7日、プロデビューを果たし4回失格勝ちで白星でデビューを飾った。
1992年11月24日、コモンウェルスイギリス連邦ウェルター級王者ドノバン・ボウチャーと対戦し3回TKO勝ちで王座獲得に成功した。
1993年2月6日、マイケル・ベンジャミンと対戦し6回KO勝ちで初防衛に成功した。
1993年10月16日、ベルファストのキングス・ホールでゲルト・ボー・ヤコブセンの返上で空位となったWBO世界ウェルター級王座決定戦でロレンゾ・スミスと対戦し12回3-0(118-110、116-112、117-111)の判定勝ちで王座獲得に成功した。
1994年1月22日、アレサンドロ・デュランと対戦し12回3-0(117-111、2者が117-112)の判定勝ちで初防衛に成功した。
1994年12月10日、マンチェスター・アリーナでWBO世界ウェルター級暫定王者マニング・ギャロウェイと対戦し4回3-0(2者が39-37、40-37)の判定勝ちで王座統一による2度目の防衛に成功した。
1995年5月27日、アンヘル・ベルトレイと対戦し3回無効試合に終わるも3度目の防衛に成功した。
1995年8月26日、トニー・ガンナネリと対戦し6回TKO勝ちで4度目の防衛に成功した。
1995年10月7日、アンヘル・ベルトレイと再戦し12回3-0(120-109、119-109、119-110)の判定勝ちで5度目の防衛に成功した。
1996年4月13日、リヴァプールでホセ・ルイス・ロペスと対戦しウェルター級最短KOとなる初回51秒TKO負けで6度目の防衛に失敗し王座から陥落した。この試合を最後に26歳で現役を引退した。

## 獲得タイトル
- コモンウェルスイギリス連邦ウェルター級王座
- WBO世界ウェルター級王座（防衛5）